# Анджело Камероні
Анджело Камероні (італ. Angelo Cameroni; 1 квітня 1891, Леньяно — 22 вересня 1961) — італійський футболіст, що грав на позиції воротаря.

## Клубна кар'єра
У дорослому футболі дебютував 1914 року виступами за команду «АК Міланезе», в якій провів один сезон.
Згодом захищав ворота команд «Інтернаціонале», «Леньяно» та «УС Міланезе».
1927 року приєднався до складу «Кремонезе», за який відіграв один сезон, після чого завершив ігрову кар'єру.

## Виступи за збірну
На початку 1920 року був викликаний до лав національної збірної Італії. Взяв участь у товариській грі зі збірною Франції, в якій пропустив чотири голи, що утім не завадило його команді здобути перемогу з рахунком 9:4. У подальшому за національну команду не грав.

## Тренерська робота
Завершивши кар'єру футболіста, доклався до розвитку в Італії іншого командного виду спорту, регбі. 1930 року був другим в історії тренером створеної роком раніше збірної Італії з регбі.
Помер 22 вересня 1961 року на 71-му році життя.
| Дата       | Місто | Господарі | Результат | Гості   | Турнір           | Голи | Примітки |
| ---------- | ----- | --------- | --------- | ------- | ---------------- | ---- | -------- |
| 18/01/1920 | Мілан | Італія    | 9 – 4     | Франція | товариський матч | -    |          |
| Усього     |       | Матчів    | 1         |         | Голів            | 0    |          |